# Propemptikon
Propemptikon (Grieks: προπεμπτικόν < προ-πέμπω: “uitsturen”) is een gelegenheidscompositie naar aanleiding van het vertrek van een boezemvriend of een ander geliefd personage, met de bedoeling deze een goede reis en veel geluk te wensen. Dit genre is voornamelijk bekend uit de antieke Grieks-Latijnse letterkunde, maar werd tot in de achttiende eeuw beoefend.

## Griekse propemptika
Het oudste bewaard gebleven voorbeeld van het genre is het beroemde "afscheidsgedicht" van Sappho (fragm. C 94: χαιροισ' ἔρχεο …). 
Andere vertegenwoordigers zijn: 
- Korinna (fragm. 2),
- Theocritus (7, 52-70)
- Callimachus (fragm. 114)

## Latijnse propemptika
Het oudste bekende propemptikon in het Latijn is Helvius Cinna's grotendeels verloren gegane Propempticon Pollionis. Dit was vermoedelijk een imitatio-aemulatio van een gelijksoortig volledig verloren gegaan gedicht van Parthenius van Nicaea. Het taalgebruik en de mythologische verwijzingen van Cinna waren zo ontoegankelijk dat Hyginus een commentaar over het gedicht schreef. Ook van Gaius Lucilius en Paulinus van Nola zijn propemptika bewaard gebleven.